# Hélie-Charles de Talleyrand-Périgord
Hélie-Charles de Talleyrand-Périgord, duc de Périgord et prince de Chalais, né le 4 août 1754 à Versailles et décédé le 31 janvier 1829 à Paris, est un officier et un homme politique français.

## Biographie
Fils aîné de Gabriel-Marie de Talleyrand-Périgord, comte de Grignols, et de Marie Françoise Marguerite de Talleyrand Périgord, sa cousine, princesse de Chalais, grande d'Espagne de première classe, il suit une carrière militaire. 
Il est sous-lieutenant de cavalerie en 1770 puis capitaine en 1772 et devient mestre de camp du régiment Royal-Normandie en 1785. Maréchal de camp en 1791, il émigre et sert dans l'armée de Condé. Il revient en France en 1800, restant à l'écart sous le Premier Empire. 
En 1814, il est appelé par Louis XVIII à siéger à la Chambre des pairs, puis créé duc de Périgord et pair héréditaire en 1816. En 1821, il reçoit l'Ordre du Saint Esprit.

### Mariage et descendance
Il épouse le 9 juin 1778 Marie Charlotte Rosalie de Baylens de Poyanne, morte à Paris le 20 février 1828, fille de Léonard de Baylens, marquis de Poyanne, lieutenant général des armées du Roi, et Antoinette Charlotte Madeleine du Bois de Leuville. De cette union, sont issus trois enfants :
- Louise Denise Jeanne Augustine de Talleyrand Périgord (1786 - 1789).
- Augustin Marie Charles de Talleyrand, duc de Périgord, prince de Chalais, (1788 - 1879), pair de France, grand d'Espagne de première classe, marié en 1807 avec Apolline Marie Nicolette de Choiseul Praslin.
- Alexandre Paul Roger de Talleyrand Périgord (1788 -     ) [1]

## Pour approfondir

### Sources
- « Hélie-Charles de Talleyrand-Périgord », dans Adolphe Robert et Gaston Cougny, Dictionnaire des parlementaires français, Edgar Bourloton, 1889-1891 [détail de l’édition]
- Vicomte Albert Réverend, Titres, Anoblissements et pairies de la Restauration, tome sixième, Paris, Librairie Honoré Champion, rééd. 1974, p. 300-302.

### Pages connexes
- Maison de Talleyrand Périgord
- Château de Chalais
- Liste des membres de la Chambre des Pairs (Restauration)
- Liste des comtes de Périgord